# Seznam finskih fizikov
Seznam finskih fizikov.

## N
- Gunnar Nordström

## V
- Vilho Väisälä
- Yrjö Väisälä